# نظم أباد (سدة أراك)
نظم أباد (بالفارسية: نظم‌آباد) هي قرية تقع في إيران في Sedeh Rural District. يقدر عدد سكانها بـ 453 نسمة .